# Skate Canada International 2010
Skate Canada International 2011 fue la segunda competición
del Grand Prix de patinaje artístico sobre hielo de la temporada
2010-2011. Tuvo lugar en Kingston (Ontario), Canadá, entre el 28 y
el 31 de octubre de 2010. Organizada por la federación de patinaje sobre hielo de Canadá, la competición sirvió de clasificatorio para la final del Grand Prix.

## Resultados

### Patinaje individual masculino
| Clasificación | Nombre               | País           | Total  | Programa corto | Programa corto | Programa libre | Programa libre |
| ------------- | -------------------- | -------------- | ------ | -------------- | -------------- | -------------- | -------------- |
| 1             | Patrick Chan         | Canadá         | 239.52 | 4              | 73.20          | 1              | 166.32         |
| 2             | Nobunari Oda         | Japón          | 236.52 | 1              | 81.37          | 3              | 155.15         |
| 3             | Adam Rippon          | Estados Unidos | 233.04 | 3              | 77.53          | 2              | 155.51         |
| 4             | Kevin Reynolds       | Canadá         | 218.65 | 2              | 80.09          | 6              | 138.56         |
| 5             | Javier Fernández     | España         | 210.85 | 6              | 66.74          | 4              | 144.11         |
| 6             | Alban Préaubert      | Francia        | 209.05 | 5              | 69.71          | 5              | 139.34         |
| 7             | Artur Gachinski      | Rusia          | 204.08 | 7              | 66.57          | 7              | 137.51         |
| 8             | Jeremy Ten           | Canadá         | 191.86 | 9              | 60.70          | 8              | 131.16         |
| 9             | Yasuharu Nanri       | Japón          | 188.96 | 8              | 61.00          | 9              | 127.96         |
| 10            | Grant Hochstein      | Estados Unidos | 181.65 | 12             | 56.98          | 10             | 124.67         |
| 11            | Kristoffer Berntsson | Suecia         | 175.84 | 11             | 57.49          | 11             | 118.35         |
| 12            | Paolo Bacchini       | Italia         | 167.60 | 10             | 59.78          | 12             | 107.82         |

### Patinaje individual femenino
| Clasificación | Nombre            | País           | Total  | Programa corto | Programa corto | Programa libre | Programa libre |
| ------------- | ----------------- | -------------- | ------ | -------------- | -------------- | -------------- | -------------- |
| 1             | Alissa Czisny     | Estados Unidos | 172.37 | 4              | 55.95          | 1              | 116.42         |
| 2             | Ksenia Makarova   | Rusia          | 165.00 | 2              | 57.90          | 2              | 107.10         |
| 3             | Amélie Lacoste    | Canadá         | 157.26 | 5              | 55.30          | 4              | 101.96         |
| 4             | Cynthia Phaneuf   | Canadá         | 156.24 | 1              | 58.24          | 7              | 98.00          |
| 5             | Haruka Imai       | Japón          | 154.54 | 6              | 52.52          | 3              | 102.02         |
| 6             | Agnes Zawadzki    | Estados Unidos | 154.35 | 3              | 56.29          | 6              | 98.06          |
| 7             | Myriane Samson    | Canadá         | 152.05 | 7              | 51.62          | 5              | 100.43         |
| 8             | Valentina Marchei | Italia         | 137.78 | 9              | 45.57          | 8              | 92.21          |
| 9             | Fumie Suguri      | Japón          | 132.84 | 8              | 48.17          | 10             | 84.67          |
| 10            | Sonia Lafuente    | España         | 131.20 | 10             | 42.76          | 9              | 88.44          |
| 11            | Alexe Gilles      | Estados Unidos | 125.64 | 11             | 41.02          | 11             | 84.62          |
| Retirada      | Sarah Meier       | Suiza          |        |                |                |                |                |

### Patinaje en parejas
| Clasificación | Nombre                                  | País           | Total  | Programa corto | Programa corto | Programa libre | Programa libre |
| ------------- | --------------------------------------- | -------------- | ------ | -------------- | -------------- | -------------- | -------------- |
| 1             | Lubov Iliushechkina / Nodari Maisuradze | Rusia          | 171.40 | 1              | 60.72          | 2              | 110.68         |
| 2             | Kirsten Moore-Towers / Dylan Moscovitch | Canadá         | 170.92 | 5              | 53.68          | 1              | 117.24         |
| 3             | Paige Lawrence / Rudi Swiegers          | Canadá         | 161.15 | 3              | 56.14          | 3              | 105.01         |
| 4             | Marissa Castelli / Simon Shnapir        | Estados Unidos | 159.85 | 2              | 56.34          | 5              | 103.51         |
| 5             | Meagan Duhamel / Eric Radford           | Canadá         | 158.53 | 4              | 54.80          | 4              | 103.73         |
| 6             | Britney Simpson / Nathan Miller         | Estados Unidos | 134.05 | 6              | 46.39          | 6              | 87.66          |
| 7             | Dong Huibo / Wu Yiming                  | China          | 129.26 | 7              | 43.53          | 7              | 85.73          |
| 8             | Stacey Kemp / David King                | Reino Unido    | 125.52 | 8              | 43.50          | 8              | 82.02          |

### Danza sobre hielo
| Clasificación | Nombre                              | País           | Total  | Danza corta | Danza corta | Danza libre | Danza libre |
| ------------- | ----------------------------------- | -------------- | ------ | ----------- | ----------- | ----------- | ----------- |
| 1             | Vanessa Crone / Paul Poirier        | Canadá         | 154.42 | 2           | 62.95       | 1           | 91.47       |
| 2             | Sinead Kerr / John Kerr             | Reino Unido    | 149.80 | 1           | 62.96       | 3           | 86.84       |
| 3             | Madison Chock / Greg Zuerlein       | Estados Unidos | 139.05 | 4           | 54.19       | 4           | 84.86       |
| 4             | Alexandra Paul / Mitchell Islam     | Canadá         | 138.16 | 6           | 50.55       | 2           | 87.61       |
| 5             | Pernelle Carron / Lloyd Jones       | Francia        | 136.03 | 3           | 54.43       | 5           | 81.60       |
| 6             | Kristina Gorshkova / Vitali Butikov | Rusia          | 127.45 | 5           | 51.56       | 6           | 75.89       |
| 7             | Sarah Arnold / Justin Trojek        | Canadá         | 107.64 | 8           | 40.07       | 7           | 67.57       |
| 8             | Stefanie Frohberg / Tim Giesen      | Alemania       | 105.10 | 7           | 43.00       | 8           | 62.10       |
| 9             | Rachel Tibbetts / Collin Brubaker   | Estados Unidos | 95.86  | 9           | 36.88       | 9           | 58.98       |